# Büyükeceli, Gülnar
Büyükeceli là một xã thuộc huyện Gülnar, tỉnh Mersin, Thổ Nhĩ Kỳ. Dân số thời điểm năm 2011 là 1.235 người.